# Знак Венеры (фильм)
«Знак Венеры» (итал. Il segno di Venere) — итальянский комедийный фильм 1955 года, снятый режиссёром Дино Ризи. Сюжет картины строится вокруг молодой девушки в поисках идеального мужчины. В фильме собрался сильный актёрский состав — главные роли исполнили звёзды итальянского кино София Лорен, Альберто Сорди, Раф Валлоне, Витторио Де Сика, к которым примкнула известная артистка стэндапа Франка Валери, также приложившая руку к сценарию картины. Фильм участвовал в конкурсной программе 8-го Каннского кинофестиваля.

## Сюжет
Молодая и малопривлекательная провинциалка Чезира живёт со своей двоюродной сестрой, красавицей Агнес, и работает машинисткой. Обе девушки мечтают выйти замуж. Однажды соседка-гадалка Пина говорит Чезире, что та находится под знаком Венеры, что сулит ей скорую встречу с суженым. Действительно, в жизни девушки скоро появляются трое мужчин. Сначала она встречает Ромоло, самодовольного автомобильного вора, который на поверку оказывается маменькиным сынком. Следом Чезира знакомится с пожилым поэтом-альфонсом, который оставляет ухаживания за девушкой, переключившись на ту самую гадалку. И наконец третьим становится красавчик Иньяцио, но он влюбляется в кузину Агнес, которая отвечает ему взаимностью. В конце фильма Агнес и Иньяцио ждут рождения ребёнка, а Чезира всё ещё одинока.

## В ролях
- Франка Валери — Чезира
- София Лорен — Агнес Тирабасси
- Альберто Сорди — Ромоло Пройетти
- Раф Валлоне — Иньяцио Болоньини
- Витторио Де Сика — Алессио Спано
- Пеппино Де Филиппо — Марио
- Тина Пица — Зиа Тина
- Лина Дженнари — синьора Пина
- Элоиза Чанни — Дейзи
- Марчелла Ровена — Эльвира